# Monarch Airlines
Monarch Airlines o, simplement, Monarch fou una aerolínia xàrter i de vols regulars del Regne Unit fundada per Bill Hodgson i Don Peacock amb finançament de la família del suís Sergio Mantegazza. El 2004 esdevingué una aerolínia de baix cost abans d'abandonar completament el negoci de vols xàrter. Tenia la seu a Luton i bases operatives a Birmingham, Leeds/Bradford, Gatwick i Manchester.
Quan Monarch es declarà en concurs de creditors el 2017, fou el col·lapse d'una aerolínia més gran de la història del Regne Unit fins aleshores i deixà penjats 100.000 passatgers, rècord que fou superat el 23 de setembre del 2019 quan la fallida de Thomas Cook deixà penjades 150.000 persones.
Monarch era titular d'una llicència britànica de Tipus A, que li permetia transportar passatgers, mercaderies i correu en avions amb disponibilitat igual o superior a 20 seients.